# Boris Goldstein
Pour les articles homonymes, voir Goldstein.
Boris Goldstein (en russe : Борис Эммануилович Гольдштейн, Boris Emmanuilowitsch Goldstein), né le 25 décembre 1922 à Odessa et mort le 8 novembre 1987 à Hanovre, est un violoniste et professeur de violon soviétique émigré en Allemagne.

## Biographie
Boris (ou Busya) Goldstein naît le 25 décembre 1922 à Odessa. Il commence dès l'âge de quatre ans des études de violon dans sa ville natale avec Pyotr Stolyarsky (en), maître de David Oïstrakh, puis au conservatoire de Moscou avec Abram Yampolsky (en), Leo Zeitlin et Konstantin Mostras (en). À l'âge de dix ans, il joue le Concerto pour violon de Felix Mendelssohn avec l'Orchestre symphonique de la Radio de Moscou dirigé par Nikolaï Anossov.
Il joue régulièrement à la radio et enregistre les grandes œuvres de la littérature pour violon et pour musique de chambre et crée des œuvres qui lui sont spécifiquement dédiées. Il est désigné par Jascha Heifetz comme le violoniste le plus brillant d'URSS. Il remporte le quatrième prix du concours international de violon Henryk Wieniawski de 1935 à Varsovie (premier prix : Ginette Neveu, deuxième prix : David Oïstrakh, prix d'honneur : Josef Hassid) et le même prix au concours musical international Reine Élisabeth de Belgique en 1937 (premiers prix David Oistrakh, Yelizaveta Gilels (en) et Mikhail Fichtenholz (en)) à la suite duquel il donne des concerts dans les capitales européennes. Des musiciens comme Fritz Kreisler, Sergueï Prokofiev, Jascha Heifetz et Yehudi Menuhin expriment leur admiration pour le jeu de Goldstein. Heinrich Neuhaus a déclaré à la suite de sa performance au concours Wieniawski : « On est surpris par le jeu sensible et mature, le sens du style, de la profondeur et de la précision de ses performances qui font envie à de nombreux maîtres. »
En 1974 il émigre avec sa famille en Allemagne où il est nommé en 1976 professeur à l'École supérieure de musique de Wurtzbourg (de) et où il conduit des classes de maître. Beaucoup de ses étudiants comme Zakhar Bron et Alexander Skwortsow (nl) sont lauréats de concours internationaux. Ses performances en tant que violoniste en Allemagne et en Europe de l'Ouest sont des moments forts de sa carrière. À partir de 1981, il entreprend avec sa fille, la pianiste Julia Goldstein, de nombreuses tournées nationales et internationales. Son frère est le compositeur Mikhail Goldstein (en). Bruno Monsaingeon le présente en 2000 dans son film L'Art du violon jouant en 1937 la Poupée valsante d'Ede Poldini transcrite par Fritz Kreisler.
Il meurt le 8 novembre 1987 à Hanovre.